# O Gud, jag nödgas klaga
O Gud, jag nödgas klaga är en kristen psalm. Texten är skriven av Carl Nyrén och bearbetades senare av Johan Olof Wallin.
|  |
|  |

## Publicerad i
- 1819 års psalmbok, som nummer 190 under rubriken "Nådens ordning. Omvändelsen.".
- Den svenska psalmboken 1937, som nummer 360 under rubriken "Trons prövning under frestelser och lidanden".